# 吉田景風
吉田 景風（よしだ まさかぜ、1994年11月22日 - ）は、岐阜県・本巣郡北方町出身の男性スノーボード選手である。
- 2012年、全日本ナショナルチーム所属
- 2011年、全日本Jr.Bチーム所属
- 2007年より2010年まで全日本強化チーム所属

競技種目はHP（ハーフパイプ）。血液型はA型。メインスポンサーはkissmark

## ホームゲレンデ
ウイングヒルズ白鳥リゾート（岐阜県）・高鷲スノーパーク（岐阜県）・イトシロシャーロットタウン（岐阜県）

## 過去の戦歴
2007年 
- JSBA全日本スノーボード選手権ユース 優勝
- JOCジュニアオリンピック 2位
- SAJ全日本選手権 中学生部門 優勝

2009年
- LGスノーボードFISワールドカップ 2009 GIFU/GUJO 出場　27位
- FISスノーボード高井富士カップ第2戦 優勝
- アジアオープンスノーボードチャンピオンシップ Final 11位
- FIS snowboard世界ジュニア選手権 HP 4位

2010年
- TTR O'Neill Evolution swiss　8位
- TTR European open 　10位

2012年
- FIS　ワールドカップ　newzealand 21位
- 全日本選手権　6位
- FIS　ワールドカップ　Canada 11位
- FIS　ワールドカップ　Newzealand 10位
- TTR US Open 32位
- TTR European Open 21位